# Fortune (worstelteam)
Fortune (origineel gespeld Fourtune) was een alliantie van professionele worstelaars die actief was in het Total Nonstop Action Wrestling (TNA). De leden van dit team waren A.J. Styles (leider), James Storm, Kazarian en Robert Roode. De groep werd beïnvloed door Ric Flairs voormalige alliantie Four Horsemen.

## In worstelen
- Styles' finishers
  - Styles Clash (Belly to back inverted mat slam, sometimes from the second rope)
  - Superman (Springboard 450° splash)
- Kazarian's finishers
  - Flux Capacitor (Rolling moonsault side slam)
  - Kneeling back to belly piledriver
  - Wave of the Future (Swinging reverse STO)
- Roode's finishers
  - Pay Off (Bridging cradle suplex)
- Storm's finishers
  - Last Call (Superkick)
- Beer Money, Inc.'s finishers
  - DWI – Drinking While Investing (Simultaneous powerbomb (Storm) / neckbreaker (Roode) combinatie)

## Kampioenschappen en prestaties
- Total Nonstop Action Wrestling
  - TNA Global/Television Championship (1 keer) - Styles
  - TNA X Division Championship (2 keer, huidig) – Williams (1x) en Kazarian (1x, huidig)
  - TNA World Tag Team Championship (1 keer, huidig) – Beer Money, Inc. (Storm en Roode)